# Bataille de Wojszki
Guerre russo-polonaise de 1792
La bataille de Wojszki s’est déroulée pendant la guerre russo-polonaise de 1792, le 14 juillet 1792. 
Lorsque les troupes russes arrivaient à Białystok, le corps lituanien de Michał Zabiełło stationnait au même moment à Płoskie (en). Il arrivait, de temps en temps, que des escarmouches éclatent entre les Cosaques du Don et les forces lituaniennes près du campement de Płoskie. Zabiełło a décidé d’envoyer une force commandée par Michał Kirkor vers Białystok, pour repérer les forces russes et pour estimer leur nombre. La force lituanienne était composée d’un régiment de cavalerie tatare, de 400 soldats d’infanterie (dont 200 fusiliers) et d’un canon. Après la traversée du Narew, le groupe de Kirkor est arrivé à Wojszki (pl). 
À son arrivée à Wojszki, Kirkor a décidé de tendre une embuscade aux Russes. Dans ce but, il a placé ses fusiliers dans la forêt, son unique canon et le reste de ses troupes à pied sur les hauteurs et sa cavalerie en retrait derrière des collines. Le commandant des Cosaques du Don, Popov, a lui aussi décidé de tendre une embuscade aux lituaniens. Il a caché l’ensemble de ses troupes dans des bois et, à la tête d’une petite formation, il a décidé d’aller au contact des lituaniens. En voyant la troupe russe en infériorité numérique, le régiment de cavalerie tatare a attaqué l’ennemi. Après une courte bataille, les russes se replièrent vers leurs positions initiales. La cavalerie tatare les poursuit sans se rendre compte qu’une embuscade les attend. Les cavaliers tatares ont été attirés loin de leurs lignes grâce à une manœuvre issue des techniques de combat des Tatares de Crimée en Ukraine orientale (Dzikie Pola – Plaines Sauvages).  
La cavalerie de Kirkor s’est retrouvée au milieu de troupes russes supérieures en nombre et elle n’a pas essayé de continuer l’assaut initial. Elle s’est tout de suite repliée sur ses positions. Après avoir défait la cavalerie lituanienne, les Cosaques du Don ont essayé une attaque sur l’infanterie lituanienne, mais elle a été repoussée efficacement par le tir précis et meurtrier des fusiliers lituaniens.  
Même si la bataille à Wojszki n’a pas été une réussite pour les Lituaniens, elle a néanmoins permis aux forces de Kirkor d’atteindre ses objectifs et de récolter les informations nécessaire sur les mouvements de l’armée russe du général Kretchetnikov.